# JD McDonagh
Jordan Devlin (né le 15 mars 1990 à Bray (comté de Wicklow)) est un catcheur (lutteur professionnel) irlandais. Il travaille actuellement à la World Wrestling Entertainment, dans la division Raw, sous le nom de JD McDonagh, où il est l'actuel champion du monde par équipes avec Finn Bálor.
Il travaille également dans diverses fédérations indépendantes en Europe. Il est actuellement champions du monde par équipes de la Progress Wrestling avec Scotty Davis.

## Jeunesse
Devlin est originaire de Bray, dans le comté de Wicklow. Il a fait ses études au C.B.C. Monkstown et a étudié à l'University College Dublin, obtenant un B.A..

## Carrière

### Circuit indépendant (2006-...)
Dès l'âge de 12 ans, Devlin a été formé pour devenir un lutteur professionnel par Fergal Devitt (également connu sous le nom de Finn Bálor) et Paul Tracey,. À 21 ans, Devlin passe six mois à lutter au Japon.
En 2017, Devlin rejoint l'Insane Championship Wrestling (ICW), où il lutte contre Trent Seven pour le championnat mondial poids lourds de la ICW. Devlin perd le match et a dû plus tard avoir des agrafes à l'arrière de sa tête pour refermer une blessure subie pendant le match.
Devlin devient le premier champion du monde poids lourds de la Over the Top Wrestling, après avoir battu Mark Haskins en décembre 2017. Il est battu par WALTER pour le titre le 18 août 2018.
En mars 2019, il récupère son titre de champion du monde poids lourd OTT contre Walter mais après un double turn progressif avec son ex-meilleur ami David Starr, il perdra le titre dans un match noté 5 étoiles par Dave Meltzer à OTT Fifth Years Anniversary.
Jordan Devlin est actuellement champion par équipe de la Progress aux côtés de Scotty Davis après avoir vaincu Grizzled Young Veterans et Aussie Open à Chapter 95: Still Chasing.

### World Wrestling Entertainment (2017-...)

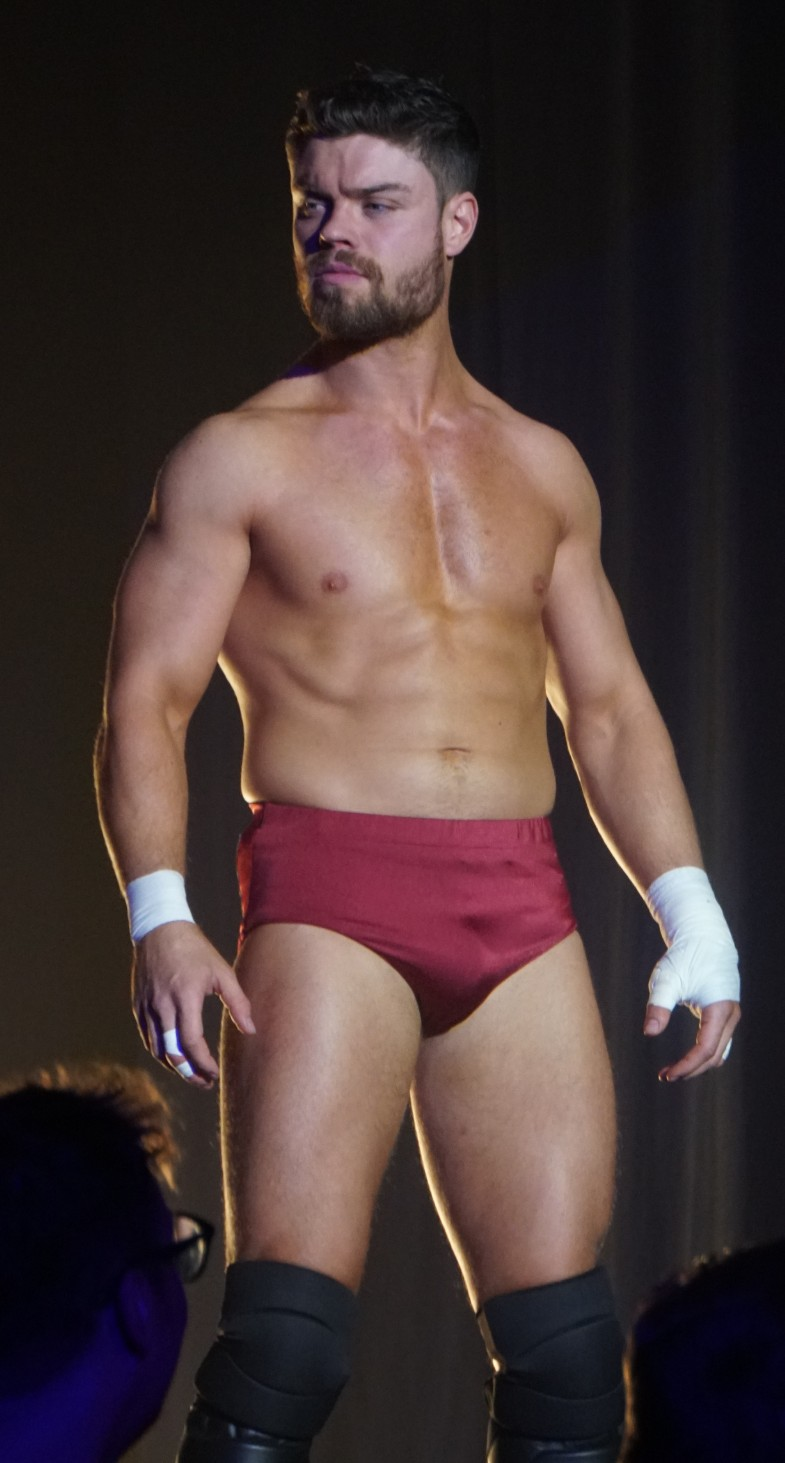
Devlin en 2018.

Le 15 décembre 2016, Devlin est annoncé comme l'un des 16 hommes participant au tout premier WWE United Kingdom Championship Tournament pour couronner le premier WWE United Kingdom Champion les 14 et 15 janvier 2017. Devlin bat Danny Burch au premier tour, se qualifiant pour les quarts de finale, où il est battu par Tyler Bate,. Devlin apparaît également à plusieurs Live event de la WWE.
Le 18 mai 2018, la WWE annonce via sa chaîne YouTube que Devlin serait l'un des 16 participants au second tournoi annuel WWE United Kingdom Championship. Il bat Tyson T-Bone au premier tour, mais perd contre Flash Morgan Webster au deuxième tour.
Après quelques désaccords durant les épisodes de NXT UK, un combat contre Travis Banks est convenu pour NXT UK TakeOver: Blackpool. Devlin blessera Banks, ce qui l'empêchera de combattre à Blackpool. Il sera finalement remplacé par Finn Bálor, contre qui Devlin perdra.

#### Champion Cruiserweight deNXT(2020-2021)
Le 25 janvier 2020 à Worlds Collide, il devient le nouveau champion Cruiserweight de NXT en battant Angel Garza, Isaiah "Swerve" Scott et Travis Banks dans un Fatal 4-Way match, remportant le titre pour la première fois de sa carrière.
Le 10 avril, en raison de la pandémie de Covid-19 au Royaume-Uni, les shows de la division NXT UK sont suspendus pendant des mois.
Le 8 avril 2021 à NXT TakeOver: Stand & Deliver, il perd face à Santos Escobar dans un Ladder match, ne conservant définitivement pas son titre et mettant fin à un règne de 439 jours.

#### Arrivé à NXT 2.0, course pour le titre NXT et diverse rivalité (2022-2023)
Le 21 juin à NXT 2.0, il diffuse une vignette, dans laquelle il annonce son retour sur le ring sous sa nouvelle identité : JD McDonagh.
Le 5 juillet à NXT: The Great American Bash, après la conservation du titre de NXT de Bron Breakker sur Cameron Grimes, il fait son retour en tant que Heel, où il attaque le premier.
Le 1er avril 2023 à NXT Stand & Deliver, il ne remporte pas le titre Nord-Américain de la NXT, battu par Wes Lee dans un Fatal 5-Way match, qui inclut également Axiom, Dragon Lee et Ilja Dragunov.

#### Draft àRaw, The Judgment Day et double champion du monde par équipes avec Finn Bálor (2023-…)
Le 28 avril à SmackDown, lors du Draft, il est annoncé être officiellement transféré à Raw. Le 29 mai à Raw, il fait ses débuts dans le show rouge, ainsi que son premier match face à Dolph Ziggler, mais son combat contre ce dernier se termine en double décompte à l'extérieur.
Le 5 août à SummerSlam, il ne remporte pas la Slim Jam SummerSlam 25-Man Battle Royal, gagnée par LA Knight.
Le 4 novembre lors du pré-show à Crown Jewel, il perd face à Sami Zayn.
Le 13 novembre à Raw, il rejoint officiellement le Judgment Day, introduit par Damian Priest qui lui offre une veste du clan. Le 25 novembre aux Survivor Series: WarGames, Drew McIntyre, ses trois partenaires et lui face à Cody Rhodes, Jey Uso, Sami Zayn, Seth "Freakin" Rollins et Randy Orton dans un Men's WarGames match.
Le 24 juin 2024 à Raw, Finn Bálor et lui deviennent les nouveaux champions du monde par équipes en prenant leur revanche sur Awesome Truth (The Miz et R-Truth). Il remporte les titres pour la première fois de sa carrière et son premier titre dans le roster principal.
Le 16 décembre à Raw, ils ne conservent pas leurs ceintures, battus par les War Raiders (Erik et Ivar).
Le 28 janvier 2025, il souffre de côtes cassées, d'un poumon perforé et doit s'absenter pour une durée indéterminée.
Le 21 avril à Raw, il fait son retour de blessures, après 3 mois d'absence, et aide Dominik Mysterio à conserver son titre Intercontinental contre Penta. Le 30 juin à Raw, Finn Bálor et lui redeviennent champions du monde par équipes, pour la seconde fois, en battant The New Day. 

## Palmarès
- British Championship Wrestling
  - 1 fois BCW Tag Team Championship avec Sean South[30]
- Fight Factory Pro Wrestling
  - 1 fois Irish Junior Heavyweight Championship[31]
- NWA Ireland
  - 1 fois NWA Ireland Tag Team Championship avec Sir Michael W. Winchester[32]
- Over The Top Wrestling
  - 2 fois OTT World Championship[33],[34]
  - 1 fois No Limits World Heavyweight Championship
- Premier British Wrestling
  - 1 fois PBW Tag Team Championship avec Sean South[35]
- Progress Wrestling
  - 1 fois Progress Tag Team Championship avec Scotty Davis
- Pro Wrestling Zero1
  - 1 fois NWA International Lightweight Tag Team Championship avec Shawn Guinness
- World Wrestling Entertainment
  - 1 fois WWE World Tag Team Championship avec Finn Bálor[25]
  - 1 fois NXT Cruiserweight Championship[36]

## Récompenses des magazines
- Pro Wrestling Illustrated

| Année | 2017 | 2018 | 2019 | 2020 | 2021       | 2022       | 2023 |
| ----- | ---- | ---- | ---- | ---- | ---------- | ---------- | ---- |
| Rang  | 363  | 453  | 58   | 117  | Non classé | Non classé | 172  |

- Wrestling Observer Newsletter

| # | Résultat | Adversaire       | Évènement                  | Date            | Durée | Lieu                     | Notes                                                   |
| - | -------- | ---------------- | -------------------------- | --------------- | ----- | ------------------------ | ------------------------------------------------------- |
| 1 | Défaite  | David Starr (en) | OTT Fifth Year Anniversary | 26 octobre 2019 | 27:59 | National Stadium, Dublin | Le titre de Champion du Monde OTT de Devlin est en jeu. |

## Lecture supplémentaire
- Finlay, Evan, « Jordan Devlin - the WWE's latest Irish star », sur Buzz, 6 janvier 2017